# Tethys fimbria
Tethys fimbria is een slakkensoort uit de familie Tethydidae. De wetenschappelijke naam werd gepubliceerd in 1767 door Carl Linnaeus.